# Thomas Franz (Savoyen-Carignan)

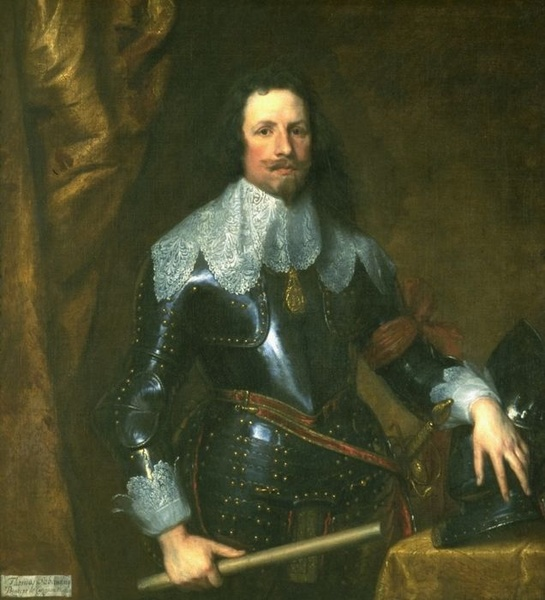
Thomas von Savoyen-Carignano, porträtiert von Anthonis van Dyck (ca. 1634)

Thomas Franz von Savoyen (italienisch Tommaso Francesco di Savoia, Principe di Carignano; * 21. Dezember 1596 in Turin; † 22. Januar 1656 ebenda) war ab 1620 Fürst von Carignano sowie ab 1641 Graf von Soissons und Dreux. Er war der Sohn von Karl Emanuel I., Herzog von Savoyen und Fürst von Piemont, und Katharina Michaela von Spanien. Er ist der Stammvater der Linie Savoyen-Carignan.

## Leben
Als vierter Sohn des regierenden Herzogs wurde er früh auf eine militärische Laufbahn vorbereitet. Jedoch wurde ihm erlaubt, zu heiraten (was mit der Bereitstellung einer Apanage verbunden war) und eine Nebenlinie zu gründen. Seine Braut war, dem damaligen Bündnis Savoyens mit Frankreich entsprechend, eine französische Prinzessin.
Nach dem für Savoyen unbefriedigenden Frieden von Cherasco trat er aber als General in spanische Dienste und brach mit seinem Bruder Viktor Amadeus, der in starke Abhängigkeit von Frankreich geraten war. 1635 befehligte er die spanischen Truppen in Flandern gegen Frankreich und verlor mit ihnen die Schlacht bei Les Avins gegen die Marschälle Gaspard III. de Coligny und Urbain de Maillé-Brézé (1597–1650). Nachdem eine gemeinsame Invasion der Spanischen Niederlande durch Franzosen und Niederländer durch den Entsatz des belagerten Löwens und einen folgenden Gegenschlag des Kardinalinfanten aufgehalten wurde, befehligte Tommaso im nächsten Jahr für den Kardinalinfanten zusammen mit Ottavio Piccolomini das kaiserlich-spanische Heer, das in Nordfrankreich eindrang und die französischen Grenzfestungen La Capelle, Le Catelet und Corbie einnahm. 1638 zwang er den Marschall Jacques Nompar de Caumont (1558–1652) dazu, die Belagerung von Saint-Omer aufzuheben.
Als sein Bruder Viktor Amadeus I. 1637 gestorben war, stritten Thomas Franz und sein älterer Bruder, Moritz von Savoyen, mit der Witwe Christina von Frankreich um die Regentschaft. Es kam zum Bürgerkrieg, in dem Christina französische, die Brüder spanische Hilfe nutzten. Aufgrund überlegener Ressourcen siegte Christina und behielt ihre Herrschaft. In der Belagerung von Turin 1640 setzten sich die Franzosen durch, nachdem Thomas Franz bereits die Stadt erobert hatte und die Zitadelle von Turin belagerte. In einer vierfachen Belagerung wurde die Stadt von den Franzosen unter Harcourt eingeschlossen, der wiederum von den Spaniern unter Leganés eingeschlossen war. Letztlich zwangen die Franzosen Thomas Franz zur Kapitulation und nahmen die Stadt ein. Um den französischen Einfluss im geschwächten Herzogtum nicht übergroß werden zu lassen, versöhnte sich die Familie, was dazu führte, dass er in französische Dienste übertrat. Er bekam 1642 das Kommando über eine Italienarmee anvertraut, wobei er einige Zeit Turenne unter seinen Offizieren hatte. Er wurde zum Generalissimus der Armee Frankreichs und Savoyens in Italien ernannt, kämpfte erfolgreich und erhielt von Jules Mazarin als Belohnung den Titel eines Großmeisters von Frankreich, als Condé in Ungnade gefallen war. Er starb 1656 auf einem Feldzug zur Unterstützung des Herzogs von Modena, Francesco I. d’Este, der von den Spaniern angegriffen wurde.
Thomas von Savoyen heiratete am 14. April 1625 in Paris Marie de Bourbon-Condé (1606–1692), Gräfin von Soissons, Tochter von Charles de Bourbon, Graf von Soissons und Dreux, und Anna de Montafié. Ihre Kinder waren:
- Carlotta (1626–1626)
- Louise-Christine (1627–1689), ⚭ 1654 Ferdinand Maximilian von Baden-Baden (1625–1669) – die Eltern von Ludwig Wilhelm von Baden-Baden, genannt Türkenlouis
- Emmanuel Philibert Amadeus (1628–1709), Fürst von Carignano
- Amadeo (1629–1629)
- Joseph-Emmanuel (1631–1656), Graf von Soissons
- Eugen-Moritz (1633–1673), Graf von Soissons und Dreux, ⚭ Olympia Mancini (1639–1708) – die Eltern des Feldherrn Eugen von Savoyen (Prinz Eugen).
- Ferdinand (1634–1637)